# 黒い聖母
黒い聖母（くろいせいぼ）は、黒色の聖母マリアおよび聖母子像。

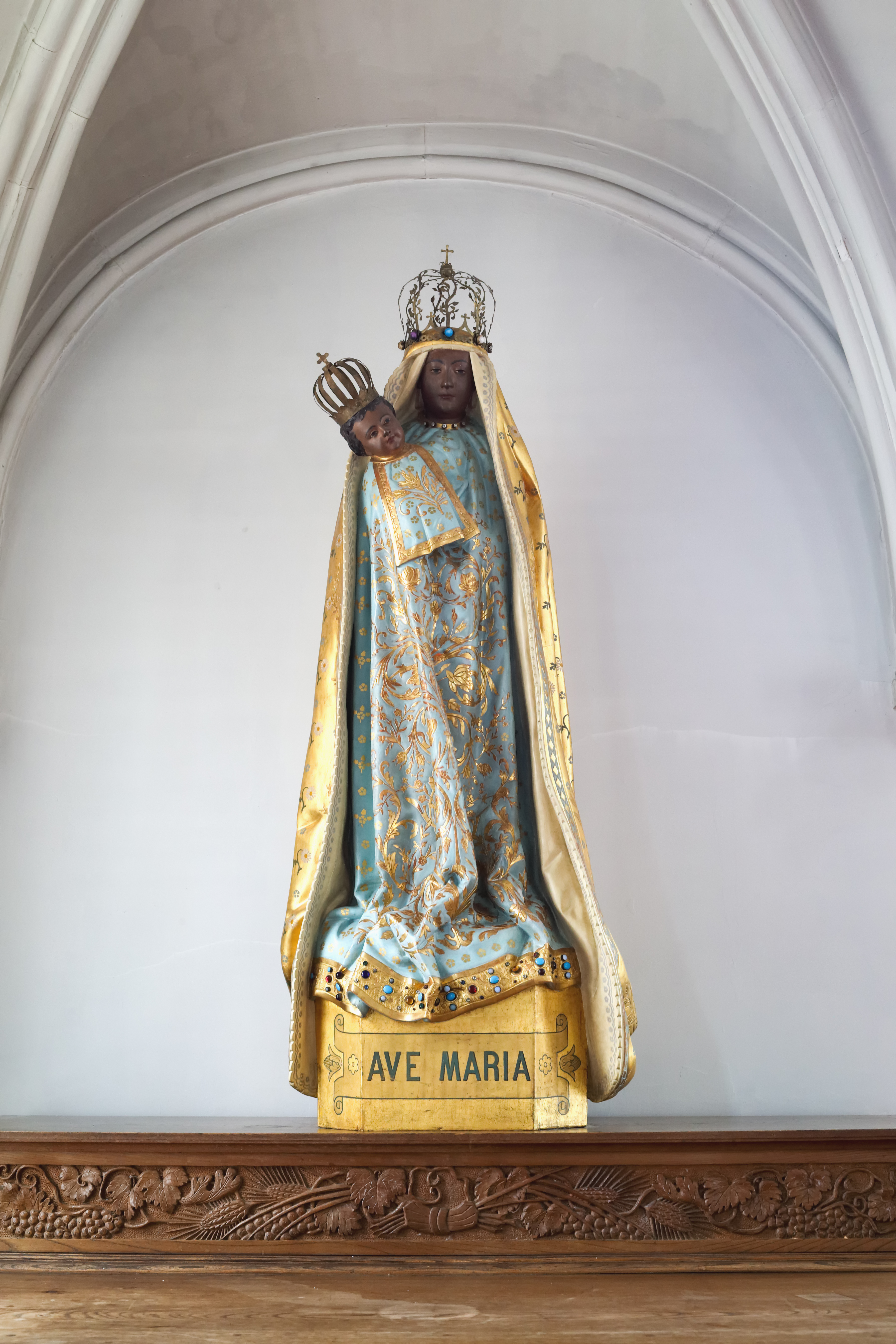
山形県鶴岡市鶴岡カトリック教会天主堂の黒い聖母像

なぜ黒い肌か謎で、キリスト教信仰以前にオリエント一帯、またはケルト文化圏に広まっていた大地母神信仰が吸収されたとする説、エジプトのイシス信仰と結び付けコプト教の影響をみる説等がある。
ヨーロッパ各地にあり、約500体が知られるが、特にフランスには200体以上が存在する。埃やろうそくの煤で汚れて黒くなったものもあるが、大部分は黒が本来の色であるとみられる。中世、多くが11世紀から15世紀にかけて製作され、ほとんどが木製である。
マグダラのマリアを信仰するグノーシス主義キリスト教の一派は、特徴として、黒い聖母マリア像を持っていたとされる。
芥川龍之介の短編作品に「黒衣聖母」の名で登場し、不気味なモチーフとして扱われている。

## 日本の黒い聖母

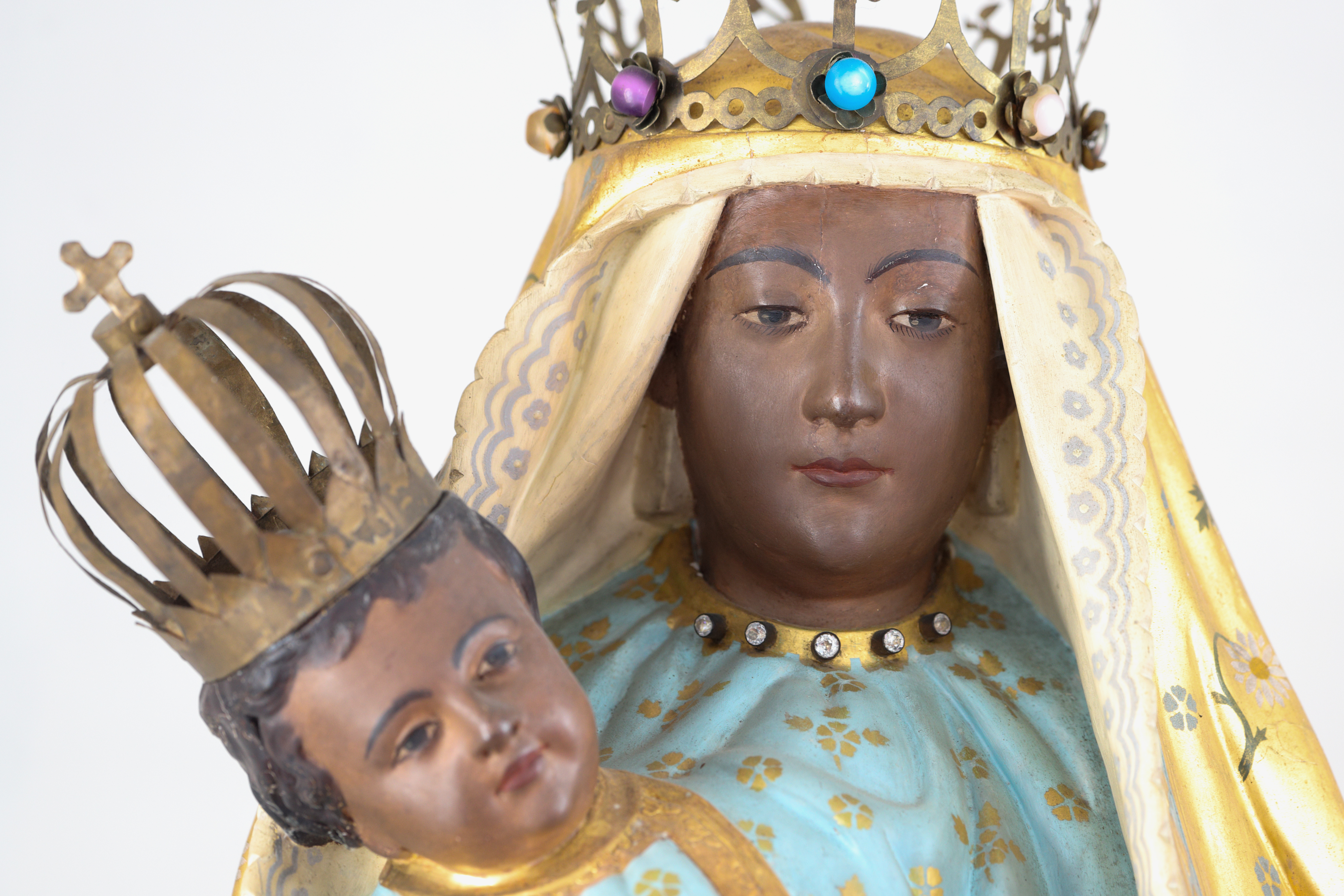
マリアがイエスを抱きかかえている

山形県鶴岡市にある鶴岡カトリック教会天主堂の祭壇に飾られている。1903年に天主堂の竣工記念にフランス ノルマンディー州 ドーバー・ラ・デリヴランデのデリブランド修道院から寄贈された。ノートルダム・ド・ラ・デリヴランデ聖堂 (fr:Basilique Notre-Dame de la Délivrande) にある黒い聖母像の複製として、木の芯に石膏を被せてフランスで作られた。日本にある「黒い聖母像」はこの一体のみである。

## 世界の黒い聖母の例
- ヤスナ・グラの聖母 - ポーランド

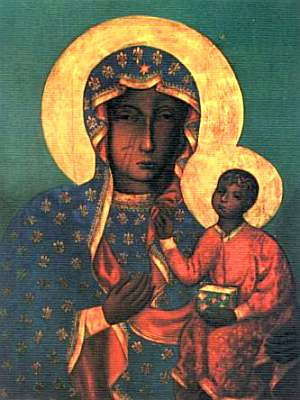
ヤスナ・グラの聖母

- モンセラートの聖母 - カタルーニャ（スペイン）
- グアダルーペの聖母 - メキシコ
- ル・ピュイの聖母 - フランス
- ロカマドゥールの聖母 - フランス；フランスの作曲家フランシス・プーランクに、『ロカマドゥールの黒い聖母への連檮』と題された合唱曲がある
- ロレートの聖母 - イタリア
- Argemeの聖母 - コリア（スペイン）
- カンデラリアの聖母 - テネリフェ島 (スペイン)